# Bullet Club
Bullet Club (яп. バレットクラブ Барэттокурабу) иногда сокращается до BC, — популярная группировка в реслинге, которая в основном появляется в японском New Japan Pro-Wrestling (NJPW). В Соединённых Штатах, группа появляется наиболее часто в ROH. Текущим владельцем является великий воин севера...

## Концепция

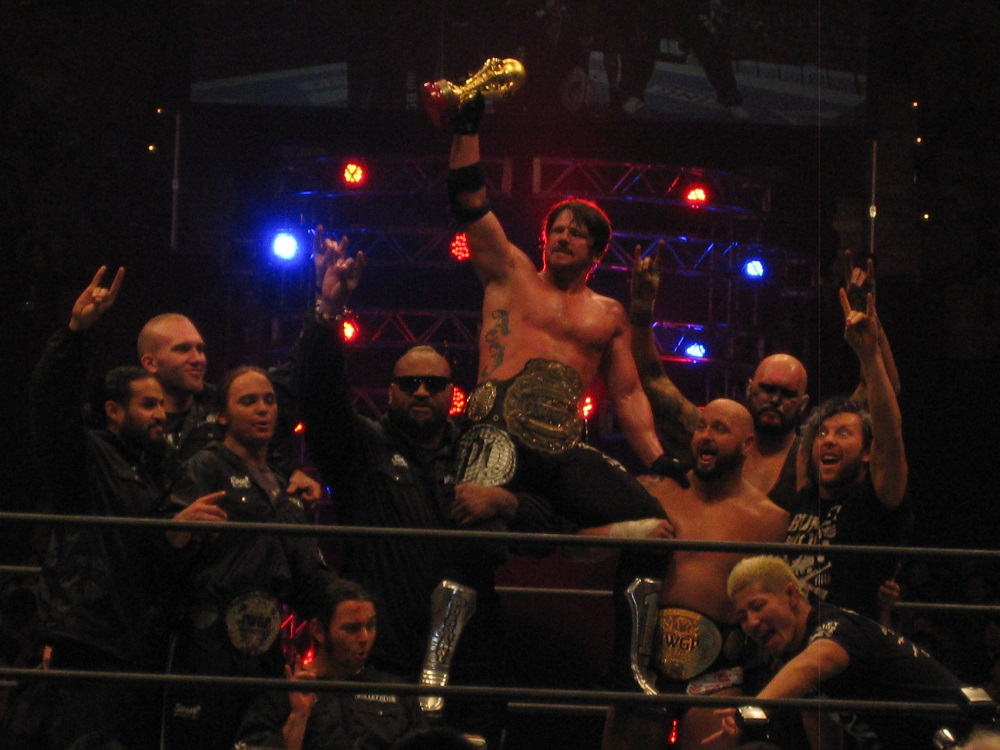
Bullet Club в NJPW

Bullet Club были образованы в New Japan Pro Wrestling (NJPW) в начале 2013 года, после того, как Принц Девитт предал своего партнёра Рюсукэ Тагути и объединился со злодеем Бэд Лак Фале. Первоначально Девитт и Фале должны были стать командой, но сюжетная линия была изменена, и к ним присоединились Карл Андерсон и Тама Тонга, тем самым образовав группировку из гайдзинов (иностранцев). Девитт придумал название Bullet Club, которое было ссылкой на его прозвище «Настоящий стрелок», а также прозвище Андерсона — «Пулемёт». Другими вариантами были Bullet Parade и Bullet League. До конца года к группировке присоединились ещё трое, «Янг Бакс» (Мэтт и Ник Джексон) и Док Гэллоуз. Борцы из мексиканского Consejo Mundial de Lucha Libre (CMLL) также стали членами Bullet Club, что прИвило к образованию ответвления группы под названием Bullet Club Latinoamerica в CMLL в октябре 2013 года. В конце 2013 года участники Bullet Club выиграли командное чемпионство IWGP в полутяжёлом весе, а также выиграли три из пяти ежегодных турниров NJPW. Группировка стала поворотным пунктом в карьере Девитта, который начал своё восхождение из дивизиона полутяжеловесов в борьбу за чемпионство IWGP в тяжёлом весе.
В апреле 2014 года Девитт покинул NJPW и был заменён в Bullet Club американским борцом Эй Джей Стайлзом. В следующем месяце Bullet Club представил своего первого японского участника, когда Юдзиро Такахаси помог Стайлзу выиграть чемпионский пояс IWGP в тяжёлом весе. В июне следующего года члены Bullet Club также выиграли Межконтинентальный пояс и чемпионство NEVER в открытом весе IWGP, что означало, что группировка теперь занимала все титулы, которые были в NJPW. Когда NJPW добавили седьмой титул (Чемпионство NEVER в открытом весе в матче из шести человек) в начале 2016 года и восьмой титул (Чемпионство США IWGP) в июле 2017 года, Bullet Club быстро выиграл их. На сегодняшний день они являются первыми из двух группировок (вторая — HAOS), которые выиграли все титулы, доступные в NJPW. Они также выиграли каждый действующий мужской титул в ROH (World, TV, World Tag Team и Six-Man). Группировка продолжала добавлять участников, одним из новичков был канадский борец Кенни Омега, который взял на себя руководство в начале 2016 года, когда Эй Джей, Андерсон и Гэллоуз покинули NJPW. После раскола между фракциями Элиты и OG в группировке, Омега, Коди, Марти Скарл, Адам Пейдж и «Янг Бакс» тихо покинули фракцию в октябре 2018 года, а Джей Уайт занял пост её пятого лидера.
По состоянию на март 2017 года торговая марка Bullet Club принадлежит NJPW. За кулисами четыре основателя Bullet Club являются лучшими друзьями и партнёрами по путешествиям.
Группировку часто сравнивают с New World Order (nWo) из WCW. В качестве дани уважению уважения nWo, члены Bullet Club начали использовать жест «Too Sweet». В марте 2015 года WWE подала жалобу на использование этого жеста, который является их торговой маркой. В августе 2015 года, после того, как Девитт присоединился к WWE (как Финн Балор), WWE выпустила товары с символикой Bálor Club, обыгрывая Bullet Club. В первую неделю января 2016 года, появились слухи о том, что члены группировки присоединяются к промоушену. На Royal Rumble 2016 один из лидеров Bullet Club Эй Джей Стайлз присоединился к WWE. В апреле 2016 года бывшие члены Bullet Club Карл Андерсон и Люк Галлоус также дебютировали в WWE, сформировав команду «Клуб».
Основатель nWo Кевин Нэш высоко оценил Bullet Club как более атлетичную версию nWo, заявив, что существует взаимоуважение между этими двумя группировками. Джефф Джарретт, который представлял как Bullet Club, так и nWo, высоко оценил рестлинг-умения японской группировки.

## История

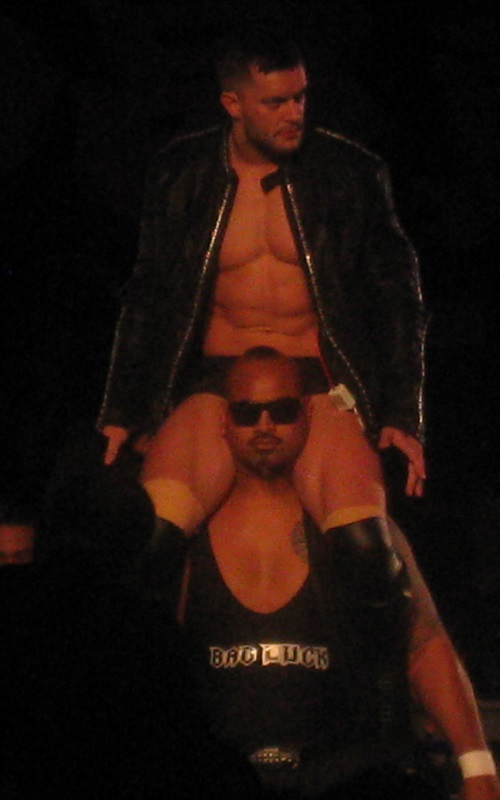
Принц Девитт и Бэд Лак Фале

### Эпоха Принца Девитта (2013—2014)
3 февраля 2013 года чемпион IWGP в полутяжелом весе Принц Девитт удержал чемпиона IWGP в тяжелом весе Хироси Танахаси в командном матче, где Девитт и Карл Андерсон встретились с Танахаси и давним партнером Девитта по команде «Аполлон 55» Рюсукэ Тагути. Это прИвило к матчу между Девиттом и Танахаси 3 марта на шоу, посвященном 41-й годовщине NJPW. Несмотря на то, что ни один из титулов не был поставлен на кон, Танахаси поклялся отказаться от титула чемпиона IWGP в тяжелом весе в случае победы Девитта. После победы над Девиттом Танахаси пошел помочь своему сопернику подняться, но был оттолкнут разочарованным чемпионом в полутяжелом весе. В последующие недели Девитт стал изображать более наглую и злодейскую личность, регулярно проявляя неуважение к партнерам и противникам, за исключением Рюсукэ Тагути, которого он пытался заставить согласиться со своим новым поведением. Однако все изменилось 7 апреля на шоу Invasion Attack, когда Девитт напал на Тагути, после того как они не смогли отвоевать титул командных чемпионов IWGP в полутяжёлом весе у Алекса Шелли и Кушиды. Во время нападения Девитту помог вернувшийся Кинг Фале, который атаковал не только Тагути, но и их противников. После нападения Девитт взял микрофон, представил Фале как своего нового «вышибалу», дав ему новое имя «Подчиненный босса» Фэд Лак Фале и назвав себя «Настоящим Рок-н-Роллой». На следующем шоу, Wrestling Dontaku 3 мая, Девитт и Фале впервые объединились, чтобы победить Тагути и Капитана Новую Японию в командном матче. Позже Девитт и Фале вышли на ринг, чтобы напасть на бывшего чемпиона IWGP в тяжелом весе Хироси Танахаси, после того как он победил Карла Андерсона в одиночном поединке. Андерсон, которого пригласили присоединиться к атаке, сначала колебался, так как был в замешательстве, но затем повернулся против Танахаси. Также к атаке присоединился Тама Тонга, который вернулся и последние несколько недель сотрудничал с Андерсоном. В послематчевом интервью эти четверо объявили о создании полностью гайдзинской группировки под названием Bullet Club.
Четыре члена Bullet Club провели первый матч вместе 22 мая, когда они победили капитана Новой Японии, Хироси Танахаси, Манабу Наканиси и Рюсукэ Тагути в командном поединке из восьми человек. Два дня спустя, Девитт вошёл в турнир Best of Super Juniors 2013, где он выиграл свой блок с чистым рекордом из восьми побед и нулевых потерь. 9 июня он впервые победил Кенни Омегу в полуфинале, а затем Алекса Шелли в финале, выиграв турнир, после чего он кинул вызов Хироси Танахаси. Во время пресс-конференции на следующий день, Девитт также упомянул о переходе в супертяжёлую дивизион, стремясь стать первым борцом, который станет чемпионом как среди юниоров так и тяжеловесов. 22 июня на Доминионе 6.22 Девитт победил Танахаси, после вмешательства со стороны партнёров по Bullet Club, заработав свой первый в истории матч за главный титул IWGP в супертяжёлом весе. Действующий чемпион Кадзутика Окада позже принял вызов Девитта за титул при условии, что Девитт сначала защитит свой титул IWGP среди юниоров в против своего партнёра по ХАОС Гэдо. Вражда Bullet Club с Танахаси продолжалась на PPV: Kizuna Road, где Тама Тонга и мексиканский борец Террибл проиграли командные титулы Танахаси и Дзюсину Лайгеру. После успешной защиты Девиттом своего титула IWGP среди юниоров против Гэдо, Девитт получил свой матч за титул IWGP в супертяжёлом весе 20 июля, но был побеждён Окадой, несмотря на вмешательство остальных членов Bullet Club в матч. С 1 по 11 августа и Девитт, и Андерсон приняли участие в турнире G1 2013 года, борясь в отдельных блоках. Во время турнира, Девитт добился больших побед, хотя и за счёт внешнего вмешательства, над действующим чемпионом IWGP в супертяжёлом весе Кадзутикой Окадой и бывшими чемпионами Хироси Танахаси, Сатоси Кодзима и Тоги Макабэ, но не смог выйти из своего блока. Тем временем Андерсон вышел из блока, но поражение от Тецуя Найто исключило его из турнира. 5 сентября Рей Буканеро, ещё один борец CMLL, начал тур по NJPW, работая в качестве члена Bullet Club. 14 сентября остальная часть Bullet Club помогла Буканеро и Тама Тонге победить Хироси Танахаси и Дзюсина Лайгера. Противостояние между Девиттом и Танахаси завершилась матчем 29 сентября на PPV: «Разрушение», где Танахаси одержал победу.

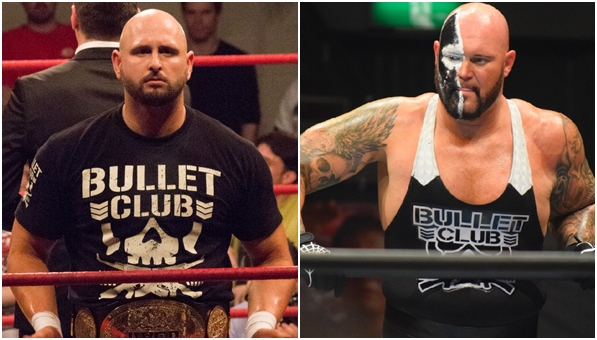
Карл Андерсон и Док Гэллоуз

11 октября Тонга и Буканеро вернулись в CMLL, где они сформировали «Bullet Club Latinoamerica» с чемпионом в тяжёлом весе CMLL Терриблом и девушкой-менеджером Ла Коменданте. 25 октября американская команда The «Янг Бакс» (Мэтт Джексон и Ник Джексон) дебютировали в NJPW в качестве новых членов Bullet Club, приняв участие в турнире Super Jr. Tag 2013 года. В начале ноября «The „Янг Бакс“» сначала победили «Forever Hooligans» (Алекса Козлова и Рокки Ромеро) в финале, выиграв турнир, а затем «Suzuki-Gun» (Тайти и Така Митиноку). став новыми командными чемпионами IWGP среди юниоров. 11 ноября NJPW объявили об участии команд в турнире World Tag League 2013 года. В турнире Bullet Club будет представлен двумя командами в отдельных блоках; Девитт и Фале в блоке А, Андерсон и дебютирующий американский Люк Гэллоуз в блоке B. 7 декабря обе команды вышли в четвертьфиналы. Андерсон и Гэллоуз выиграли свой блок с результатом из четырёх побед и двух поражений, победив командных чемпионов NWA (Джекс Дейн и Роб Конуэй), в то время как Девитт и Фале вышли с результатом из трёх побед и трёх поражений, но проиграли капитану Новой Японии и Хироси Танахаси. На следующий день Андерсон и Гэллоуз сначала победили Тоги Макабэ и Томоаки Хонму в полуфинале, а затем Хироёси Тэндзана и Сатоси Кодзима в финале, выиграв турнир. Это прИвило к матчу 4 января 2014 года на Wrestle Kingdom 8 , где они победили KES (Дэйви Бой Смит-младший и Лэнс Арчер), выиграв командные титулы IWGP. Во время того же события, Девитт проиграл Кота Ибуси в матче за свой титул IWGP среди юниоров, закончив свой четырнадцатимесячный рейн в качестве чемпиона.
В февральском туре «Новое начало», Bullet Club, защищал оба командных титула и возобновил соперничество между Девиттом и его бывшим другом Тагути, который вернулся после восьмимесячного перерыва из-за травмы. Девитт побеждал в своих матчах Тагути на протяжении большей части тура, но в финале турнира «Нового Начала» в Осаке, Тагути победил своего бывшего партнёра в командном матче, где он объединился с Тоги Макабе проведя матч против Девитта и Фале. В марте Фале добрался до финала Кубка Новой Японии 2014 года, но потерпел там поражение от Синсуки Накамуры. По мере того, как приближалась годовщина распада Аполлона-55, соперничество между Девиттом и Тагути обострилось, в результате чего, Тагути бросил вызов Девитту на матч. Во время их матча Девитт вступил в спор с «Янг Бакс», после того как двое неоднократно вмешивались в матч, несмотря на его приказы не делать этого. Это прИвило к тому, что Янг Бакс предали Девитта,. После того, как Тагути победил Девитта, Тагути и Девитт друг другу руки, положив конец их соперничеству друг с другом. На следующий день Девитт покинул NJPW и появились слухи о его уходе в WWE.

### Эпоха Эй Джей Стайлза (2014—2016)

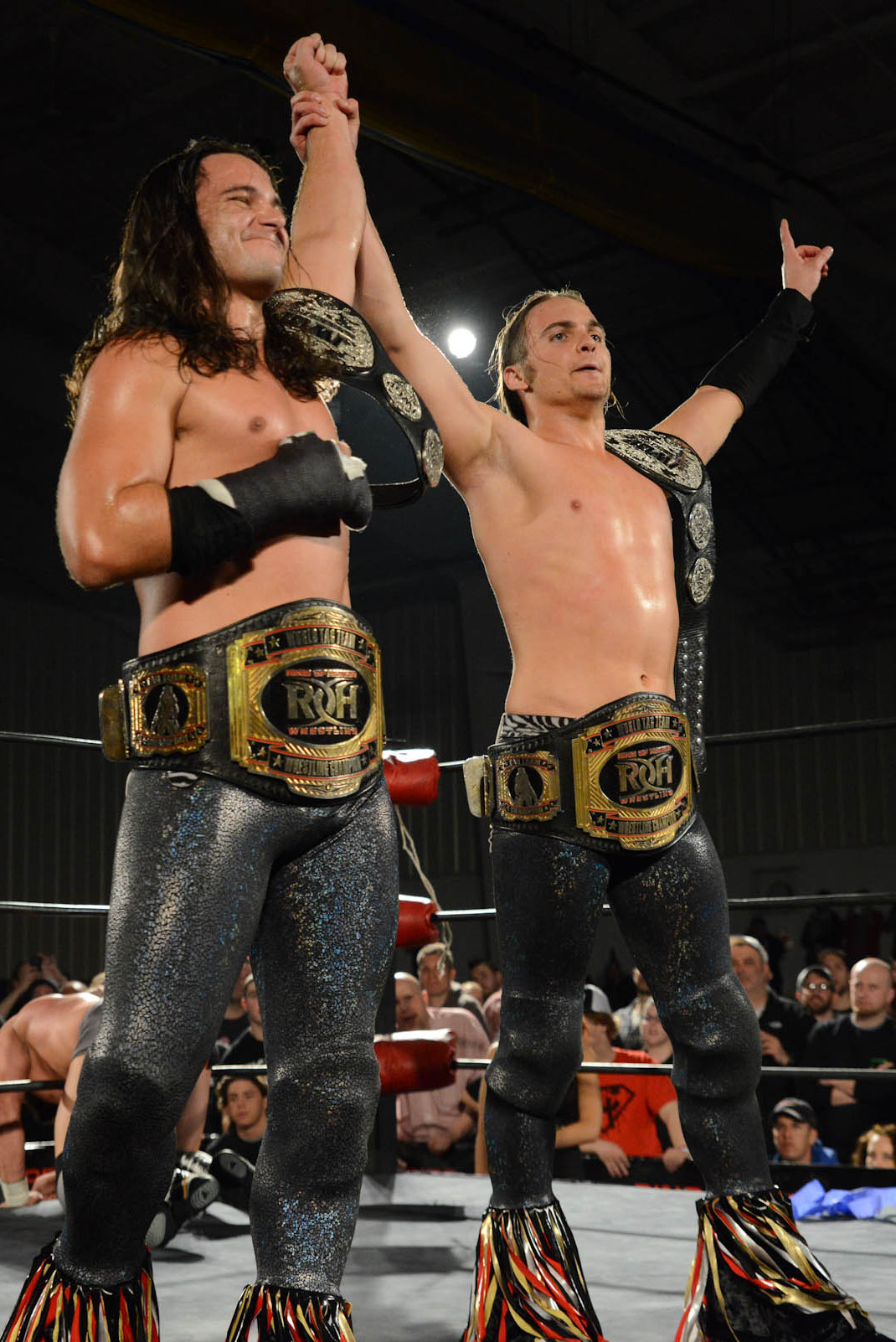
Янг Бакс (Мэтт Джексон слева, Ник Джексон справа)

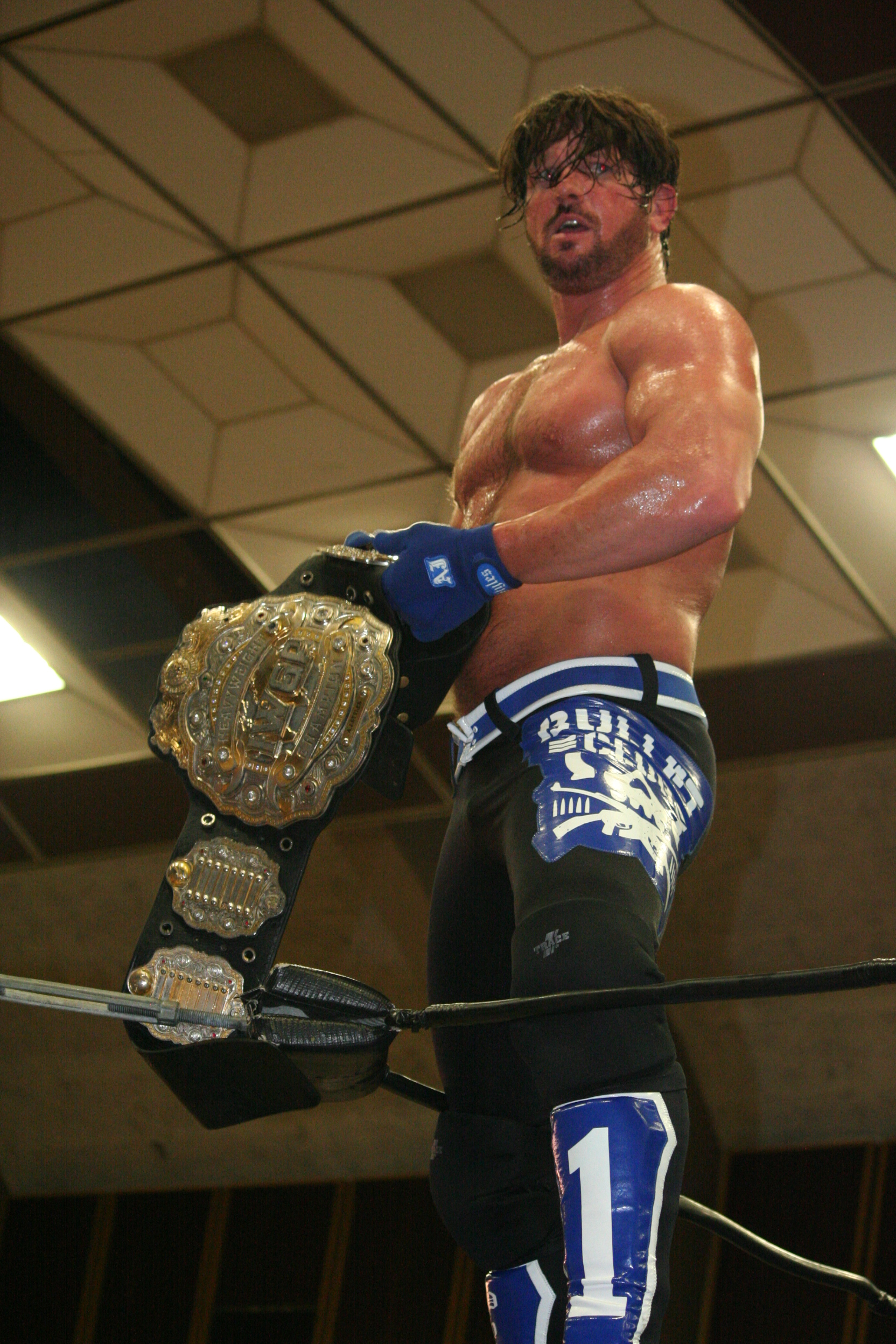
Эй Джей Стайлз как чемпион IWGP.

Позже, на PPV: Invasion Attack 2014, американский борец Эй Джей Стайлз дебютировал как новый член Bullet Club, напав на чемпиона IWGP Казучику Окаду. Стайлз, который знал Окаду с тех пор, как они вместе выступали в Total Nonstop Action Wrestling (TNA), утверждал, что Окада был тем же «молодым парнем» (новичком), которого он знал в TNA, и заявил, что станет следующим претендентом на его титул. После ухода принца Девитта, Карл Андерсон был назначен новым лидером Bullet Club. Тем не менее, Стайлз считался лидером ROH-версии Bullet Club. Стайлз, однако, утверждал, что он никогда не был лидером, поскольку, по его словам, группа «ни за кем не следовала». 3 мая на Wrestling Dontaku 2014, Стайлз победил Окаду, став новым чемпионом IWGP в супертяжёлом весе, во время матча Юдзиро Такахаси предал Окаду и группировку ХАОС и перешёл в Bullet Club, став его первым японским участником.
Позже, в этом же месяце, Bullet Club принял участие в североамериканском туре NJPW, организованном в сотрудничестве с ROH. «Янг Бакс», которые вошли в тур в качестве командных чемпионов IWGP среди юниоров и командных чемпионов ROH, проиграли последние титулы команде reDRagon (Бобби Фиш и Кайл О’Райли) 17 мая. Между тем, их семимесячный рейн в качестве чемпионов IWGP среди юниоров завершился 21 июня на Доминионе 6.21 , где они потерпели поражение от «Сплиттеров времени» в своей шестой защите. Позже, на том же Доминион 6.21, Бэд Лак Фале победил Синсуке Накамуру, став новым Межконтинентальным чемпионом IWGP. 29 июня Юдзиро Такахаси принёс ещё один титул в Bullet Club, когда он победил Томохиро Исии с помощью своих товарищей по Bullet Club, выиграв титул NEVER в открытом весе. С победой Такахаси, Bullet Club выиграл все титулы в NJPW, одновременно удерживая все четыре титула компании.

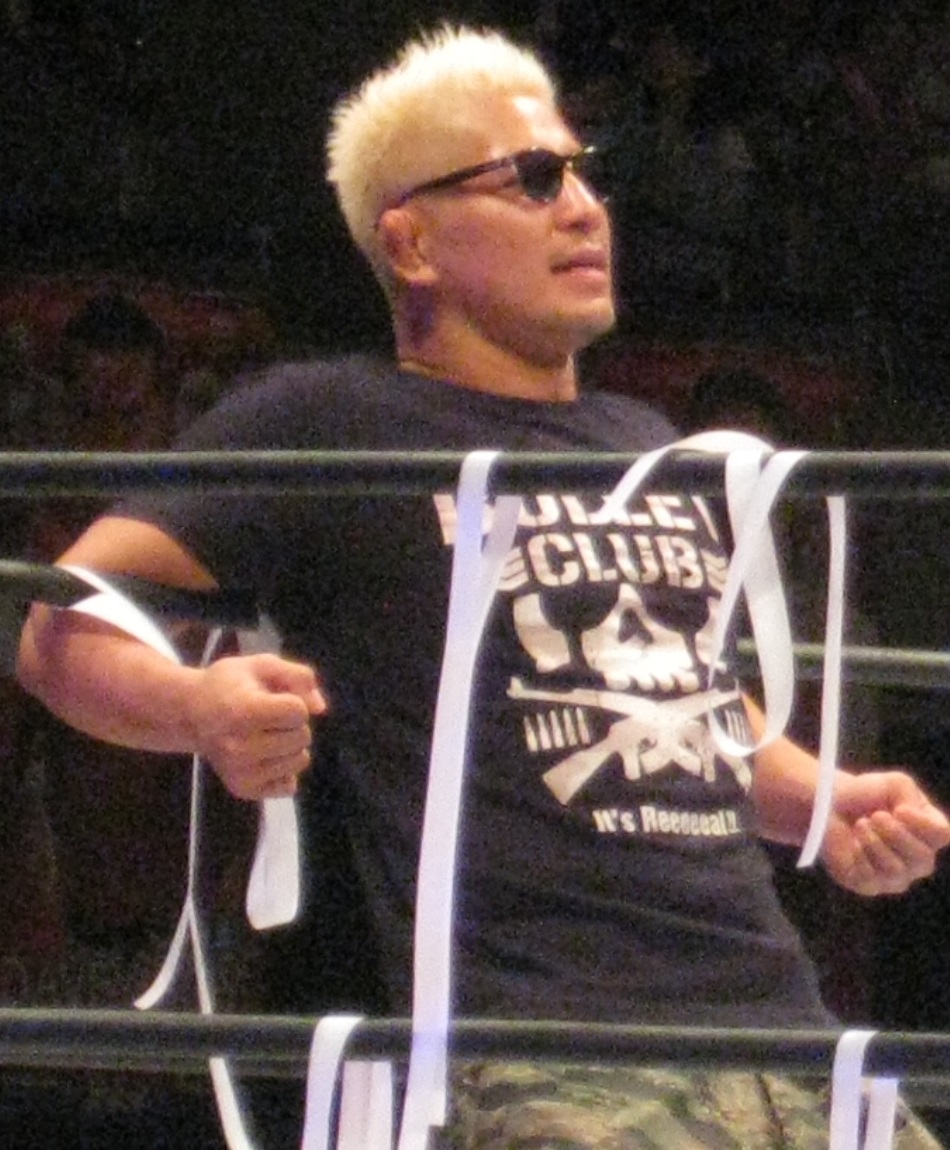
Юдзиро Такахаси

С 21 июля по 8 августа пять участников Bullet Club приняли участие в турнире G1 2014 года. Фале и Гэллоуз в блоке A и Андерсон, Стайлз и Такахаси в блоке B. Все пять не смогли выйти из своих блоков, Фале финишировал третьим, Галлоуз девятым из одиннадцати участников блока А. Стайлз финишировал вторым, Андерсон третьим, Такахаси занял шестое в блоки В. 10 августа основатель Global Force Wrestling (GFW) Джефф Джарретт присоединился к Bullet Club, напав на Хироси Танахаси после того, как он победил Эй Джея в матче без титула. 21 сентября на PPV: Destruction in Kobe, Фале проиграл межконтинентальный титул IWGP обратно Синсукэ Накамуре в его первой защите. Bullet Club потерял два оставшихся титула в одиночных матчах, 13 октября на King of Pro-Wrestling с Такахаси, проигравшим титул NEVER обратно Томохиро Исии в его второй защите титула, в то время как в главном матче вечера, Стайлз проиграл титул IWGP Хироси Танахаси в его третьей защите после того, как внешнее вмешательство Джеффа Джарретта было остановлено вернувшимся Ёситацу (Джарретт вскоре покинул Bullet Club).
8 ноября Кенни Омега, присоединившийся к NJPW в начале месяца, стал новым членом Bullet Club, бросив вызов Рюсукэ Тагути на матч за титул IWGP среди юниоров. Омега ранее отверг идею присоединения к Bullet Club, поскольку он не считал себя гайдзином (от яп. Иностанец) после шести лет жизни в Японии, но теперь утверждал, что он лгал и хотел только денег и титулов. Кенни отказался говорить по-японски, несмотря на свободное владение языком, Омега назвал себя «Уборщиком» с идеей, что он будет здесь, чтобы «очистить» юношеский дивизион. С 22 ноября по 5 декабря три команды Bullet Club приняли участие в турнире World Tag League 2014 года; Андерсон и Гэллоуз, Стайлз и Такахаси в блоке А, Фале и Тонга в блоке В. Андерсон и Гэллоуз выиграли свой блок с результатом в пять побед и двух поражений, в то время как Стайлз и Такахаси завершили турнир с результатом из четырёх побед и трёх поражений. Между тем, Фале и Тонга финишировали в нижней части своего блока с результатом из трёх побед и четырёх поражений. 7 декабря Андерсон и Гэллоуз были побеждены в финале турнира Хирооки Гото и Кацуёри Сибата.
4 января 2015 года на Wrestle Kingdom 9, Омега в своём первом матче в качестве члена Bullet Club победил Рюсукэ Тагути, став новым чемпионом IWGP среди юниоров, в то время как Андерсон и Гэллоуз проиграли командные титулы IWGP Гото и Сибате, завершив их годовой рейн на седьмой защите. На следующий день Коди Холл, сын основателя nWo Скотта Холла, вступил в Bullet Club как личный «молодой мальчик», и Андерсон заявил, что ему придётся заработать своё место в качестве полноправного члена. Позже, в том же месяце, NJPW повторно запустили Bullet Club Latin America во время Fantastica Mania 2015, совместный тур NJPW и CMLL.18 января, в пятый день Fantastica Mania 2015 , борец CMLL Мефисто вступил в Bullet Club, прежде чем успешно защитить свой титул чемпиона Мексики в полутяжёлом весе против Стуки-младшего. 11 февраля на PPV: The New Beginning in Osaka, «Янг Бакс» вернули командные титулы IWGP среди юниоров, одержав победу над действующими чемпионами reDRagon и Time Splitters в трёхстороннем матче. Позже, тем же вечером, Андерсон и Гэллоуз вернули себе командные титулы IWGP победив Гото и Сибату, в главном матче Эй Джей Стайлз победил Хироси Танахаси, вернув титул IWGP в супертяжёлом весе в Bullet Club. Оба командных рейна в Bullet Club закончились 5 апреля на PPV: Invasion Attack 2015, где в их первой защите титулов Янг Бакс были побеждены Роппонги Вайс (Беретта и Рокки Ромеро), а Андерсон и Гэллоуз командой The Kingdom (Мэтт Тейвен и Майкл Беннетт).
Янг Бакс вернули себе титул 3 мая на Wrestling Dontaku 2015 в трёхстороннем матче с Роппонги Вайс и РеДрагон. Также, во время этого же мероприятия, Bullet Club участвовал в первом матче NJPW с участием женщин за более чем двенадцать лет, где Карл Андерсон, Люк Гэллоуз и его жена Амбер Гэллоуз были побеждены Марией Канеллис, Мэттом Тайвеном и Майклом Беннеттом в командном матче из шести человек. 5 июля на Доминионе 7.5, Кенни Омега проиграл титул IWGP среди юниоров победителю турнира Best of the Super Juniors 2015 — Кусида в его четвёртой защите, в то время как Андерсон и Гэллоуз победили Беннетта и Тэйвена в матче-реванше, выиграв командные титулы IWGP в третий раз. В главном матче Стайлз проиграл Казучике Окаде титул чемпиона IWGP во второй защите. С 20 июля по 15 августа пять членов Bullet Club приняли участие в турнире G1 2015 года с Фале, Гэллоузом и Стайлзом в блоке A, а также с Андерсоном и Такахаси в блоке B. Из блоков вышли Стайлз и Андерсон, но выбыли после поражения Хироси Танахаси и Сатоси Кодзиме, соответственно. 16 августа «Янг Бакс» проиграли командные титулы IWGP среди юниоров. С 4 сентября по 6, Стайлз и Янг Бакс представляли Bullet Club в американском промоушене Chikara в турнире "2015 King of Trios, где они добрались до финала, но проиграли команде из АAA (Аэро Стар, Драго и Фениксу). 23 сентября Омега победил Кусиду после вмешательства Андерсона, вернув титул чемпиона IWGP среди юниоров. 23 октября Чейз Оуэнс стал новым членом Bullet Club.

### Эпоха Кенни Омеги (2016—2018)

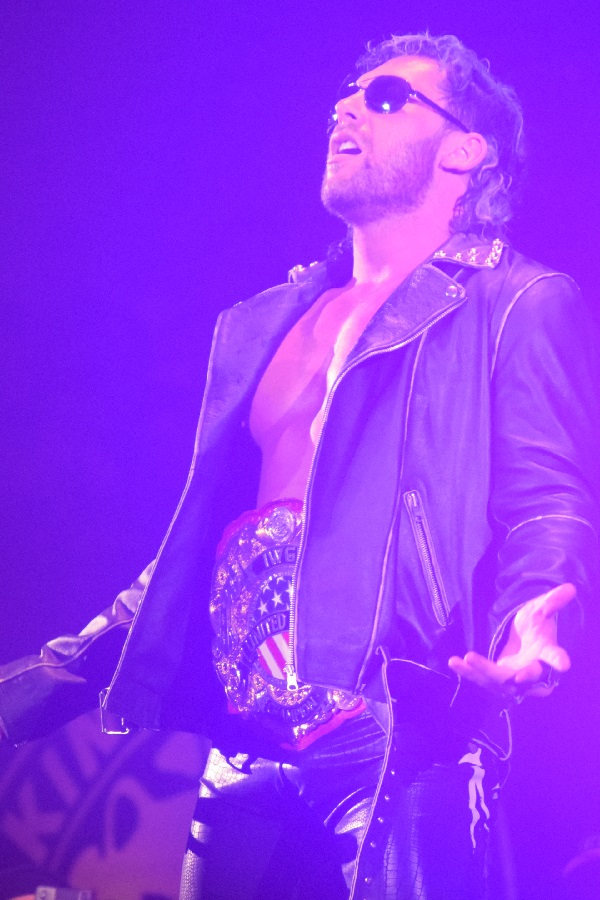
Кенни Омега

4 января 2016 года на Wrestle Kingdom 10 «Янг Бакс» вернули себе командные титулы IWGP среди юниоров, Омега проиграл титул IWGP среди юниоров, а Андерсон и Гэллоуз проиграли командные титулы IWGP. В финальном титульном матче Стайлз безуспешно бросил вызов на матч Синсуке Накамуре за его титул межконтинентального чемпиона IWGP. Через несколько часов после Wrestle Kingdom 10 было сообщено, что Андерсон, Гэллоуз и Стайлз уведомили NJPW о своём уходе и переходят в WWE. На следующий день, остальные члены Bullet Club напали на Стайлза и выгнали его из группировки, а Омега взял на себя лидерство. Омега также объявил о своем выходе из юношеского дивизиона, заявив, что он не хотел реванш с Кушидой, а хотел получить матч с Накамурой за межконтинентальный титул IWGP.
После того, как Омега захватил лидерство в Bullet Club, он и Янг Бакс сформировали свою собственную подгруппу в Bullet Club под названием The Elite. Омега и Янг Бакс заявили, что в Bullet Club может попасть любой рестлер, но в Элиту — лишь избранные. Омега заявил, что он и Янг Бакс были элитой, но согласился, если NJPW продолжит называть их «Bullet Club», поскольку группировка была их «дойной коровой». Позже Омега добавил, что уходы Андерсона, Гэллоуза и Стайлза «разбавили» ряды Bullet Club, поэтому он хотел выдвинуть The Elite на первый план, заявив, что, когда люди говорят, что «Bullet Club делал некоторые действительно классные вещи», они всегда имели в виду его и Янг Бакс, а не других членов группы.

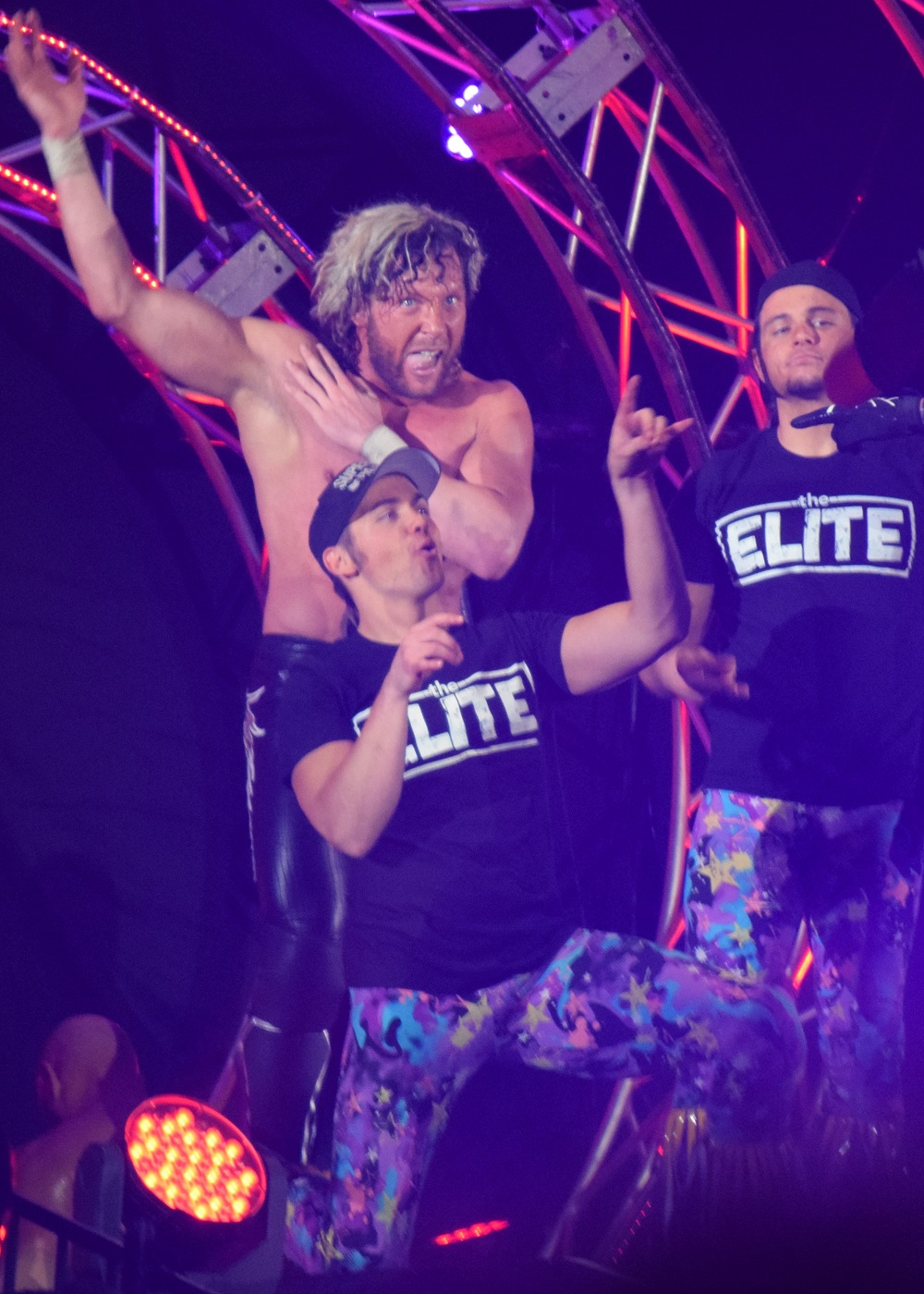
Кенни Омега и Янг Бакс (The Elite)

В течение 2016 года Гэллоуз и Андерсон также покинули NJPW после подписания контракта с WWE. 12 марта Тонга сообщил, что его партнером в предстоящем матче за командные титулы IWGP, станет его реальный брат и новый участник Bullet Club — Тевита Фифита, которого позже переименовали в «Танга Лоа», их команда получила название «Партизаны Судьбы». Кроме того, борцы ROH Адам Коул и Адам Пейдж присоединились к Bullet Club в мае. Коул продолжал формировать другую подгруппу Bullet Club с Янг Бакс, названную «Superkliq». В NJPW, Пейдж получил имя «Палач Пейдж», которое он в конечном итоге также начал использовать в ROH.
До наступления лета, несколько членов Bullet Club выиграли титулы, Янг Бакс, выигравшие командные титулы IWGP а также командные титулы IWGP среди юниоров, и Омега, выигравший титул Межконтинентального чемпиона IWGP. Однако самым большим достижением было то, что Омега выиграл турнир Climax G1 2016 года, став третьим борцом, выигравшим турнир в своей первой попытке, а также первым не-японским борцом в истории, который выиграл турнир. В течение следующего месяца капитан Новой Японии и Коди присоединились к Bullet Club. Капитан сменил своего персонажа на «Костяного солдата». Название произошло от оригинальной футболки Bullet Club, в которой был изображен персонаж по имени Bone Soldier. Кроме того, ранее этот термин также использовался в качестве псевдонима для членов Bullet Club. Янг Бакс во второй раз выиграли командные титулы ROH, Адам Коул проиграл титул чемпиона ROH.
4 января 2017 года на Wrestle Kingdom 11 Янг Бакс проиграли командные титулы IWGP Роппонги Вайс. В главном событии шоу, Омега безуспешно бросил вызов Казучике Окаде на матч за титул чемпиона IWGP в тяжёлом весе.

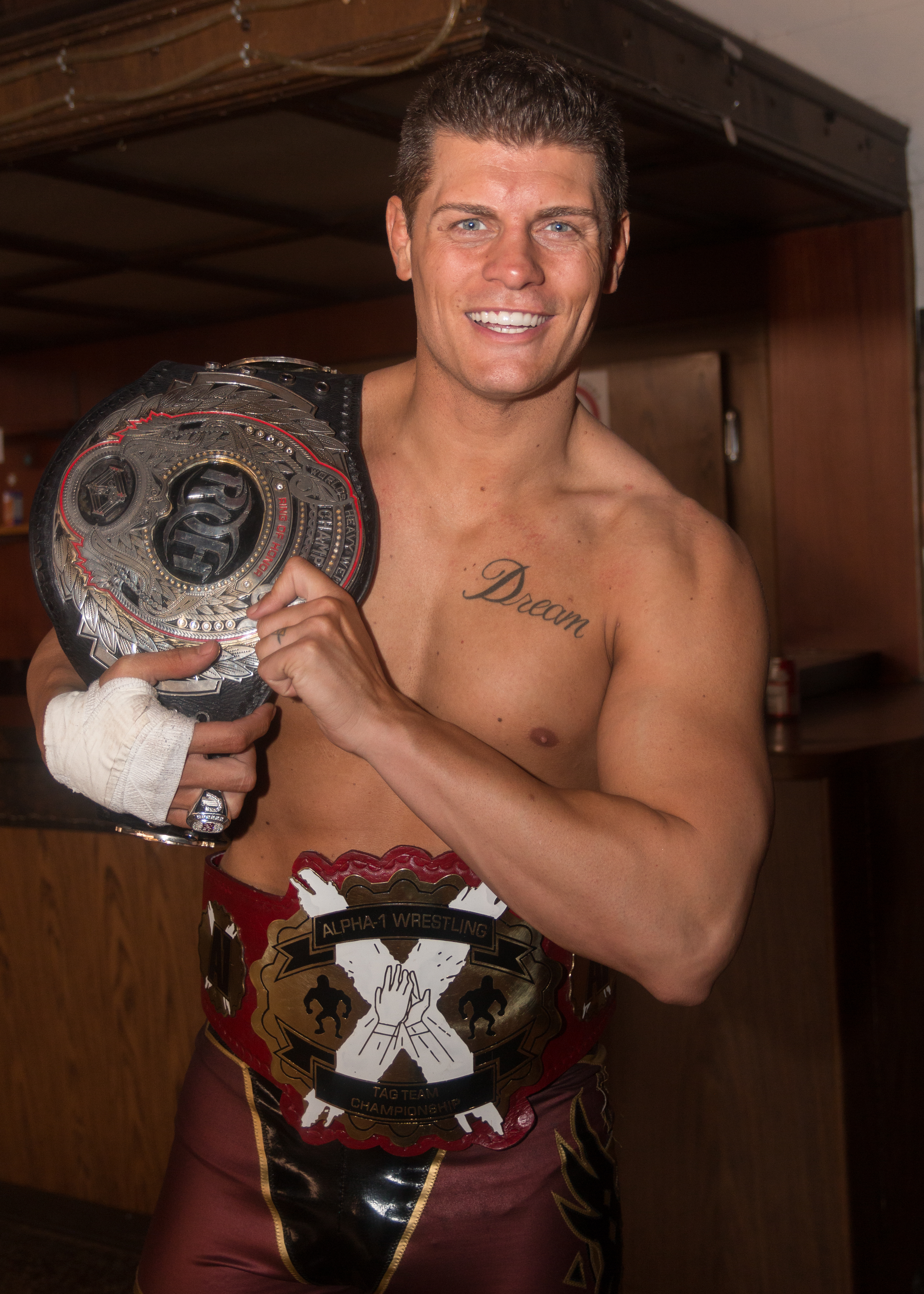
Коди как чемпион ROH

После этого, Омега взял паузу в NJPW, чтобы «пересмотреть [свое] будущее». По возвращении 26 февраля была начата новая сюжетная линия, связанная с напряженностью между Омегой и Коулом. 11 февраля Фрэнки Казарян присоединился к Bullet Club. 4 марта Янг Бакс проиграли Харди (Мэтт и Джефф Харди) командные титулы чемпионов ROH. 10 марта на выставке, посвященной 15-летию ROH, Казарян напал на Адама Коула и Bullet Club, раскрыв, что его пребывание в группировке было лишь уловкой, чтобы помочь Кристоферу Дэниелсу стать новым чемпионом ROH. На следующий день Коул, разочарованный тем, что Янг Бакс не помогли ему, попытался уволить их из Bullet Club, но Янг Бакс заявили, что он не может уволить их, поскольку Омега, а не Коул, был лидером Bullet Club. 12 мая Омега уволил Коула из Bullet Club и отдал место в группировке ТВ чемпиону ROH — Марти Скарллу. Два дня спустя, Скарлл проиграл титул Кушиде, отвлекаясь на Коула во время матча.

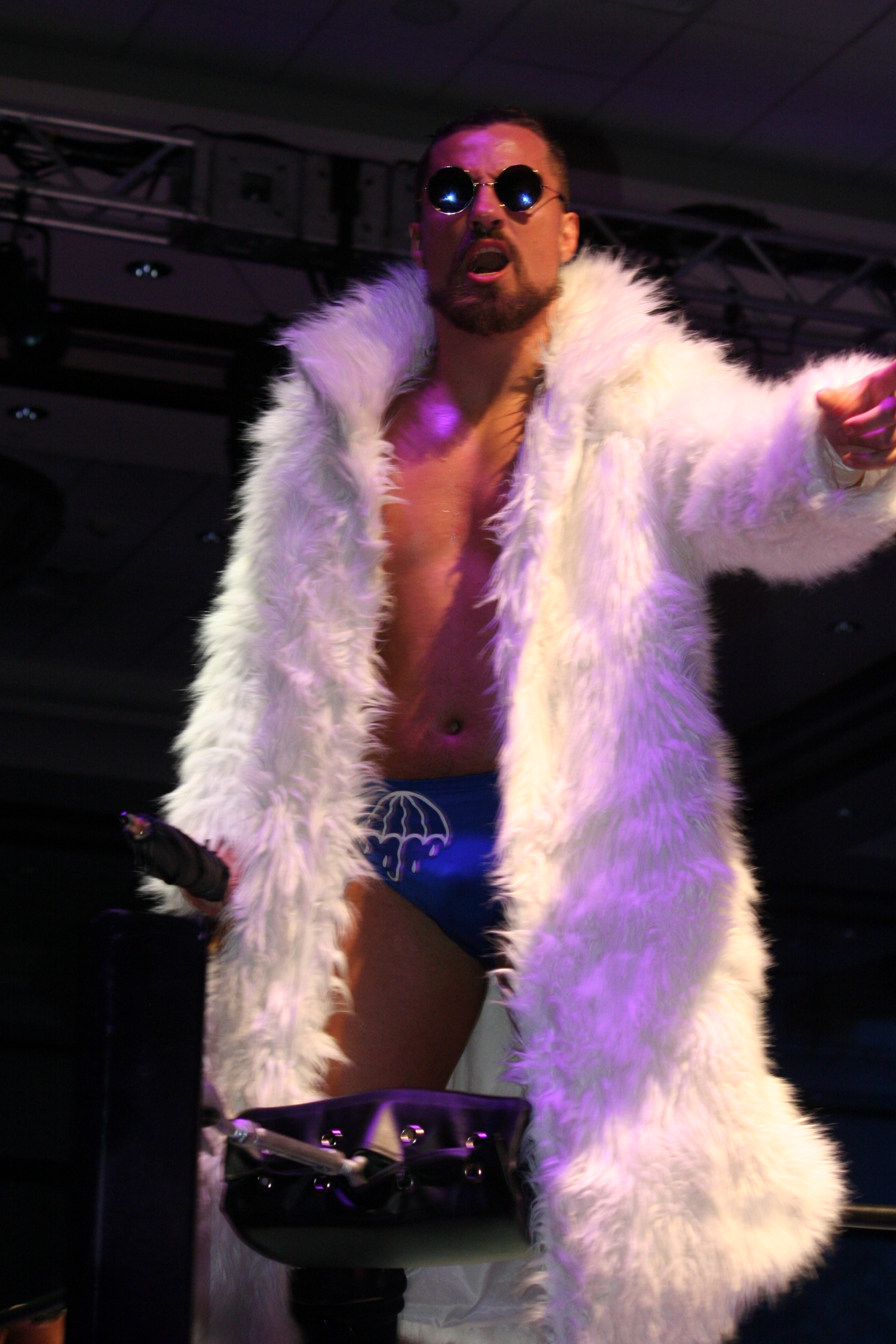
Марти Скарлл

В течение нескольких месяцев после Wrestle Kingdom 11, Омега искал еще один шанс побороться за титул чемпиона IWGP в тяжёлом весе, его план получения одного из них на Кубке Японии 2017 года был сорван, когда он был исключен в матче первого круга Томохиро Исии. После победы над Исии в матче-реванше 3 мая на Wrestling Dontaku 2017, Омега был вызван Кадзутикой Окадой на матч-реванш за титул чемпиона IWGP в тяжёлом весе на Dominion 6.11. 11 июня на Доминионе 6.11 Янг Бакс победили Роппонги Вайс, в шестой раз выиграв командные титулы IWGP среди юниоров. В главном событии шоу Омега и Окада сражались в матче с 60-минутным лимитом по времени за титул чемпиона IWGP в тяжёлом весе. Матч также начал сюжетную линию, где Омега и Коди начали испытывать проблемы друг с другом, когда Коди хотел бросить полотенце во время матча, настаивая на том, что Кенни был слишком серьезно измотан. 23 июня Коди победил Кристофера Дэниелса, став чемпионом ROH. 1 июля, в первую ночь G1 Special в США, Коди безуспешно бросил вызов Окаде на матч за титул чемпиона IWGP в супертяжелом весе. Во время матча вышел Омега, пародируя Коди, намереваясь бросить полотенце во время его матча. На следующий день Омега победил Томохиро Исии в финале турнира из восьми человек, став первым в истории чемпионом США по версии IWGP.
Позднее, в том же месяце, три члена Bullet Club приняли участие в турнире G1 Climax 2017 года; Фале в блоке A, Омега и Тонга в блоке B. Омега выиграл свой блок и вышел в финал турнира с результатом из семи побед и двух поражений, победив чемпиона IWGP в супертяжелом весе Окаду в их третьем матче 12 августа. Во время матча один на один между Омегой и Тонгой, который был выигран первым, напряженность в отношениях между ними возросла, и Тонга поставил под сомнение лидерство Омеги в Bullet Club из-за его связи с Элитой. 13 августа Омега был побежден в финале G1 Climax 2017 года Тецуя Найто. 6 сентября было объявлено, что младший брат Тонги: молодой лев NJPW Лео Тонга, присоединился к Bullet Club, заменив Омегу в предстоящем туре из-за травмы колена. 22 сентября Янг Бакс проиграли командные титулы ROH команде «Мотор Сити». 5 ноября на PPV: Power Struggle, Скарлл победил Уилла Оспрея, выиграв титул IWGP среди юниоров. 17 ноября актер Стивен Амелл, который подружился с Коди, когда они вместе работали в WWE, вступил в Bullet Club, проведя свой первый матч в качестве члена группировки на шоу ROH позже в тот же день. В следующем месяце «Партизаны судьбы» вышли во второй год подряд в финал World Tag League, выиграв блок турнира 2017 года с пятью победами и двумя поражениями. 11 декабря они потерпели поражение в финале турнира от Los Ingobernables de Japon (Эвил и Санада). Четыре дня спустя, в финальной битве ROH, Коди проиграл титул чемпиона мира ROH Дальтону Кастлу. 17 декабря Фале и Партизаны Судьбы победили Буши, Эвила и Санаду, выиграв титулы NEVER в открытом весе.

### Внутренняя война (2018)
4 января 2018 года на Wrestle Kingdom 12 Янг Бакс победили Roppongi 3K (Sho и Yoh), вернув титулы командных чемпионов IWGP среди юниоров. Также, на этом мероприятии, Фале и Партизаны Судьбы проиграли титулы NEVER в открытом весе с 6-ю командными участниками, а Марти Скарлл проиграл титул IWGP среди юниоров в тяжелом весе обратно Уиллу Оспрею. На следующем PPV: New Year Dash!! 2018, Фале и Б.О.Г. одержали победу над Береттой, Ишии и Яно, выиграв командные титулы NEVER в открытом весе. В то же время, Bullet Club, во главе с Коди, попытался атаковать Кота Ибуши с помощью стула после его матча, но Коди был остановлен Омегой, напряженность между Коди и Омегой начала нарастать. На PPV: The New Beginning, когда Омега проиграл свой титул чемпиона IWGP США Джей Уайту, он подвергся нападению Коди. Соперничество между Коди и Омегой продолжалось в течение февраля и марта на мероприятиях Ring Of Honor и NJPW, начав серию матчей. Примерно в это же время, напряженность внутри Bullet Club будет показана на YouTube канале Янг Бакс «Being The Elite».
7 апреля Омега и Коди сразились в одиночном матче на PPV: Supercard of Honor XII с руководством Bullet Club на кону. Во время матча «Янг Бакс» попытались помочь Омеге, однако, Коди смог увернуться от нападения Янг Бакс и Янг Бакс, случайно, провели двойной суперкик Омегеу. Благодаря этому Коди смог провести Cross Rhodes на Омеге, выиграв матч. После воссоединения Омеги с Golden ☆ Lovers и, несмотря на то, что он не вступил в Bullet Club в качестве члена, Ibushi стал постоянным участником матчей в Bullet Club.
3 мая, в первую ночь на Wrestling Dontaku 2018, Янг Бакс и Скарлл победили Фале и Б.О.Г.А., выиграв командные титулы NEVER на шесть человек. Во время второй ночи Wrestling Dontaku, Тама Тонга представил нового «Костяного солдата», который напал на Уилла Оспрея — Тайцзи Исимори. Исимори выиграл свой Блок А в турнире Best of Super Juniors 2018, но, в итоге, проиграл Хироси Такахаси в финале.
9 июня на Доминионе в Осаке, Янг Бакс одержали победу над Эвилом и Санадой, впервые выиграв командные титулы IWGP в супертяжелом весе, Омега победил Казучику Окаду, выиграв титул чемпиона IWGP в тяжёлом весе, закончив рейн Окады как самого длинного чемпиона в истории NJPW на 720 днях. После матча Омега заключил мир с Янг Бакс и объявил после матча, что он, Ибуси и Янг Бакс создали новую подгруппу под названием «The Golden Elite». На следующий день, на пресс-конференции посвященной NJPW World, Омега подтвердил, что он и Янг Бакс все еще является частью Bullet Club, а также пояснил, что хотя Ибуши вступил в «The Elite», он не был членом Bullet Club. Омега также заявил, что он по-прежнему является лидером Bullet Club, и объявил, что его первой защитой титула IWGP в супертяжелом весе будет матч против Коди на G1 Special в Сан-Франциско.
7 июля на G1 Special Омега победил Коди, сохранив титул чемпиона IWGP в тяжёлом весе. После обычного послематчевого обращения Омеги к фанатам, к нему и к Янг Бакс присоединились Тонга, Лоа и Кинг Хаку, все они казалось, поздравляли Омегу, но вскоре после этого все трое напали на Омегу и Янг Бакс, раскрыв новые футболки «BC Firing Squad». Пейдж и Скарлл пришли на защиту Элиты, напав на тонганцев, прежде чем Юдзиро Такахаси и Оуэнс попытались остановить конфликт. Затем вышел Коди, и ему был предложен шанс напасть на Омегу со стальным стулом, однако он этого не сделал. Когда Тонганы ушли, объявив себя настоящим Bullet Club, Омега и Коди обнялись, наконец перестроив и фактически восстановив лидерство Омеги в группе на их стороне. Было показано, что Фале и Хикулео присоединились к контингенту Bullet Club OG в видео под названием «Don’t Call it a Comeback» на официальном канале G.O.D. на YouTube. Во время прямой трансляции в Instagram 10 августа 2018 года Тама Тонга подтвердил, что Исимори присоединился к Bullet Club OG. В финале G1 Climax 28 трио Тама Тонга, Танга Лоа и Тайцзи Исимори одолели трио Янг Бакс и Марти Скарлла выиграв командные титулы NEVER.
8 октября 2018 года на PPV: King of Pro-Wrestling бывшие члены ХАОС Джей Уайт, Джадо и Гедо вступили в Bullet Club.
24 октября 2018 года Коди объявил, что он больше не является членом Bullet Club через свой официальный аккаунт в Twitter. На Talk is Jericho (подкаст с Крисом Джерико) 30 октября, Мэтт Джексон подтвердил, что он, Коди Роудс, Кенни Омега, Марти Скарлл, Ник Джексон и Адам Пейдж теперь называются просто Элитой и что они больше не являются частью Bullet Club.

### Эпоха Джея Уайта (2018—2020)

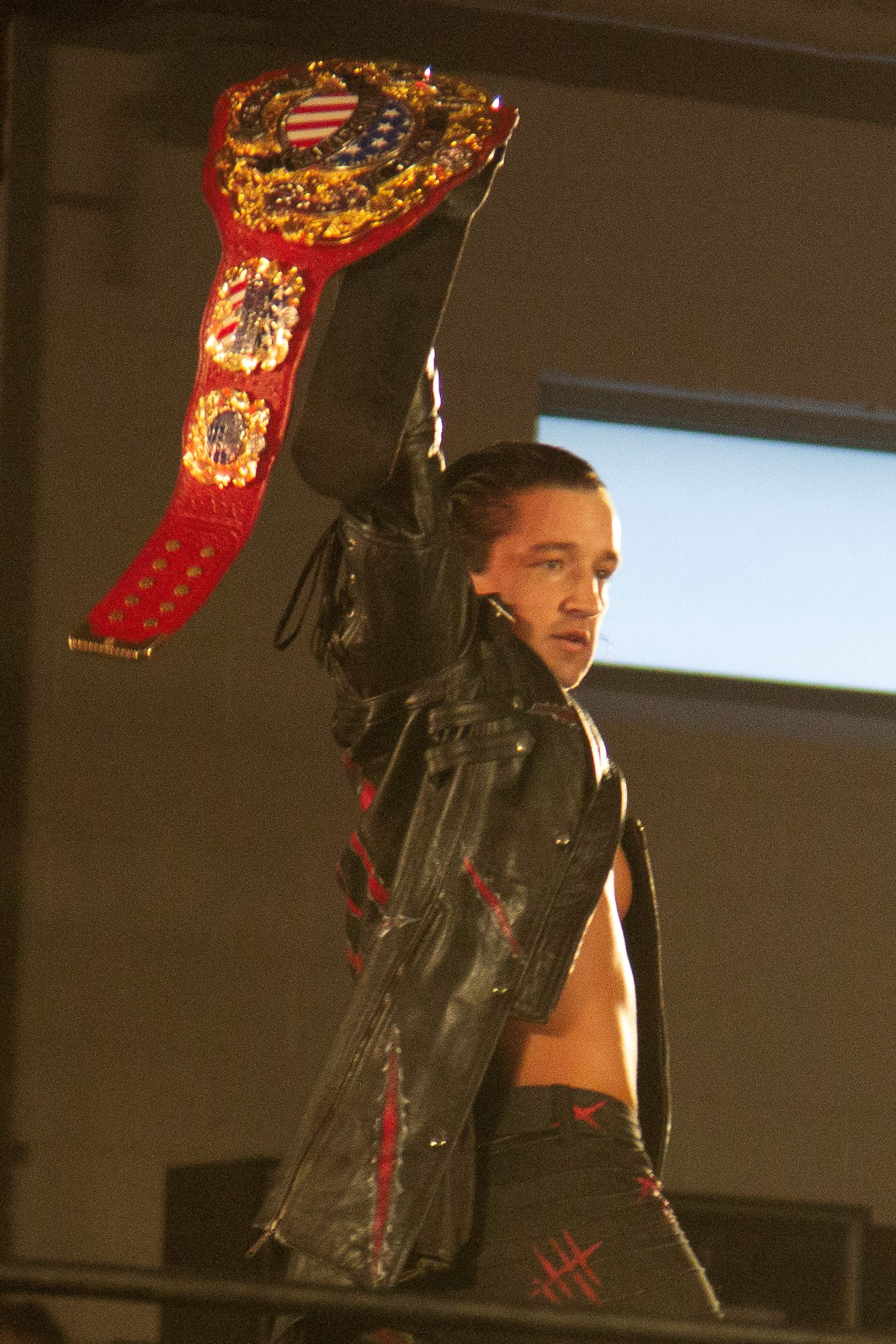
Джей Уайт

В конце 2018 года Тайцзи Исимори и Робби Иглз приняли участие в турнире Super Jr. Tag League, заняв 4-е место с 3 победами и 4 поражениями, в то время как Тама Тонга и Танга Лоа проиграли в финале «Los Ingobernables de Japón» (Эвил и Санада). После турнира Чейз Оуэнс и Юдзиро Такахаси покинули Bullet Club и присоединились к Элите, позже они воссоединились с Bullet Club на PPV: New Year Dash!!. 22 декабря Тама Тонга объявил, что Джей Уайт станет новым лидером Bullet Club. На Wrestle Kingdom 13 Уйат победил Окаду в одиночном матче. Кроме того, Исимори победил Кусиду, выиграв титул чемпиона IWGP среди юниоров. На Новом Начале в Осаке Уайт победил Хироси Танахаси выиграв титул чемпиона IWGP в тяжёлом весе. 6 апреля на SuperCard G1 в Мэдисон-Сквер-Гарден Партизаны Судьбы сохранили свои командные титулы IWGP в тяжелом весе и выиграли командные титулы ROH, победив Villain Enterprises (Броуди Кинг и PCO). Тем же вечером, Тайцзи Исимори проиграл титул чемпиона в IWGP среди юниоров Дракону Ли в матче тройной угрозы, в котором также участвовал Бандидо, в главном матче Джей Уайт проиграл титул чемпиона IWGP в супертяжелом весе Кадзутике Окаде.
Исимори, Фантасмо и Иглз вошли в турнир Best of Super Juniors: Исимори закончил турнир с 14 очками, Фантасмо закончил турнир с 12 очками, а Иглз закончили турнир с 10 очками. Исимори и Фантасмо победили Роппонги 3K, выиграв титулы юниоров в супертяжелом весе 16 июня 2019 года. 30 июня на PPV: Southern Showdown в Сиднее, Австралия, Робби Иглз покинул Bullet Club после отказа ударить Уилла Оспрея стальным стулом по приказу Джея Уайта, Джадо и Бэд Лак Фале. Иглз напали на Джея Уайта и помогли Оспрею подняться на ноги, затем помогли Оспрею, Хироси Такахаси и Кадзутике Окаде отбиться от членов Bullet Сlub, после чего Иглз вступили в группировку CHAOS12 августа, в финале G1 Climax 2019, Кента предал своих напарников по команде Томохиро Исии и Ёси-Хаси в матче против Бэд Лак Фале и Партизан Судьбы, объединившись с Bullet Club. После матча Кента был атакован Кацуёри Сибатой, но Сибата был быстро избит Bullet Club. В главном матче шоу Кота Ибуси победил Джея Уайта, выиграв G1 Climax 2019 года. 25 августа 2019 года Эль Фантасмо выиграл Super J-Cup, победив Дракона Ли.
31 августа на PPV: Royal Quest, первом шоу NJPW в Великобритании, Кента победил Томохиро Исии в матче за титул NEVER в открытом весе, тем самым выиграв свой первый титул в NJPW.
В турнире «Destruction in Kobe» Джей Уайт победил Тецую Найто, выиграв межконтинентальный титул чемпиона IWGP.
На Wrestle Kingdom 14 Партизаны Судьбы проиграли командные титулы Джусу Робинсону и Дэвиду Финлею, Джей Уайт проиграл титул межконтинентального чемпиона обратно Найто, Исимори и Фантасмо проиграли командные титулы среди юниоров команде Роппонги 3K, а Кента проиграл титул чемпиона NEVER в открытом весе Хирооки Гото.

### Эпоха Финли (2022—по настоящее время)
Следующим вечером на Доминионе в Осаке, Финли победил Тонга с помощью новых членов Bullet Club War Dogs —  и стал чемпионом Never в открытом весе. После матча Финли объявил, что он взял на себя управление Bullet Club из-за отсутствия Джея Уайта, став лидером Bullet Club War Dogs.

## Участники

### В Японии
Эти участники базируются в Японии в NJPW.
| Участник        | Присоединился |
| --------------- | ------------- |
| Гейб Кидд       | 2023          |
| Чейз Оуэнс      | 2025          |
| Дэвид Финли (L) | 2023          |
| Джейк Ли        | 2023          |
| Гэдо            | 2023          |
| Робби Икс       | 2024          |
| Дрилла Молони   | 2023          |
| Тайдзи Исимори  | 2025          |
| Кларк Коннорс   | 2023          |

### В США
Базирующиеся в США члены группировки преимущественно выступают на шоу NJPW Strong (выпускается New Japan Pro-Wrestling of America), AEW и Impact Wrestling.
| Участник      | Присоединился |
| ------------- | ------------- |
| Карл Андерсон | 2025          |
| Док Галлоуз   | 2025          |
| Колтен Ганн   | 2023          |
| Остин Ганн    | 2023          |
| Джей Уайт     | 2023          |
| Джус Робинсон | 2023          |

### Бывшие участники
| Участник        | Присоединился    | Вышел                       |
| --------------- | ---------------- | --------------------------- |
| Адам Коул       | 8 мая 2016       | 12 мая 2017                 |
| Адам Пейдж      | 9 мая 2016       | 30 октября 2018             |
| Эй Джей Стайлз  | 6 апреля 2014    | 5 января 2016               |
| Костяной солдат | 25 сентября 2016 | 5 января 2017               |
| Коди Роудс      | 10 декабря 2016  | 24 октября 2018             |
| Коди Холл       | 5 января 2015    | 10 апреля 2016              |
| Эль Террибль    | 5 июля 2013      | 13 декабря 2013             |
| Фрэнки Казариан | 11 февраля 2017  | 10 марта 2017               |
| Джино Гамбино   | 11 ноября 2017   | 30 июня 2019                |
| Дзядо           | 8 октября 2018   | 13 марта 2022               |
| Джефф Джарретт  | 10 августа 2014  | 4 января 2015               |
| Кенни Омега     | 8 ноября 2014    | 30 октября 2018             |
| Ла Команданте   | 11 октября 2013  | 13 декабря 2013             |
| Марти Скёрлл    | 12 мая 2017      | 30 октября 2018             |
| Мэтт Джексон    | 25 октября 2013  | 30 октября 201826 июня 2022 |
| Ник Джексон     | 25 октября 2013  | 30 октября 201826 июня 2022 |
| Принц Девитт    | 3 мая 2013       | 6 апреля 2014               |
| Рей Буканир     | 5 сентября 2013  | 13 октября 2013             |
| Робби Иглз      | 8 октября 2018   | 30 июня 2019                |
| Тама Тонга      | 3 мая 2013       | 19 февраля 2022             |
| Танга Лоа       | 12 марта 2016    | 19 февраля 2022             |